# Formula di Baker-Campbell-Hausdorff
In matematica, la formula di Baker–Campbell–Hausdorff è la soluzione dell'equazione:
{\displaystyle e^{Z}=e^{X}e^{Y},}
per due grandezze {\displaystyle X} e {\displaystyle Y} non commutanti (ad esempio matrici quadrate).  Questa formula collega i  gruppi di Lie con le algebre di Lie esprimendo il logaritmo del prodotto di due elementi del gruppo di Lie come un elemento dell'algebra di Lie in coordinate canoniche.
La soluzione coinvolge le parentesi di Lie degli elementi {\displaystyle X} e {\displaystyle Y}; la sua scrittura, interrotta al terzo ordine, è:
{\displaystyle Z=X+Y+{\frac {1}{2}}[X,Y]+{\frac {1}{12}}([X,[X,Y]]-[Y,[X,Y]])+\ldots }
Come si può vedere, nel caso di parentesi di Lie nulla (gruppo di Lie abeliano) la formula si riconduce alla formula consueta per l'esponenziale tra numeri; i termini successivi coinvolgono commutatori sempre più annidati.
Questa formula prende il nome da Henry Frederick Baker, John Edward Campbell e Felix Hausdorff.